# Standard Chartered
Standard Chartered plc là một ngân hàng đa quốc gia của Anh và công ty của dịch vụ tài chính có trụ sở chính tại London, Anh. Công ty vận hành một mạng lưới hơn 1.200 chi nhánh và đại lý (bao gồm các công ty con, công ty liên kết và công ty liên doanh) trên hơn 70 quốc gia với khoảng 87.000 nhân viên. Công ty là một ngân hàng toàn cầu với các hoạt động trong lĩnh vực ngân hàng tiêu dùng, doanh nghiệp và tổ chức, và các dịch vụ ngân quỹ. Mặc dù có trụ sở tại Vương quốc Anh, công ty không hoạt động ngân hàng bán lẻ ở Anh và khoảng 90% lợi nhuận của công ty đến từ Châu Á, Châu Phi và Trung Đông.
Standard Chartered có tên trên Sở giao dịch chứng khoán Luân Đôn và trong Chỉ số FTSE 100. Công ty có danh sách thứ cấp trên Sở giao dịch chứng khoán Hồng Kông, Sở giao dịch chứng khoán quốc gia của Ấn Độ và Nhóm thị trường OTC màu hồng. Cổ đông lớn nhất là Chính phủ Singapore thuộc sở hữu của Temasek Holdings. Công ty được coi là ngân hàng quan trọng về mặt hệ thống nhờ vào Hội đồng ổn định tài chính.
José Viñals là Chủ tịch Tập đoàn của Standard Chartered. Bill Winters là Giám đốc điều hành Tập đoàn hiện tại.

## Tên
Tên Standard Chartered xuất phát từ tên của hai ngân hàng mà cty hình thành sau khi sáp nhập vào năm 1969: The Chartered Bank of India, Australia and China, và Standard Bank of British South Africa.

## Lịch sử

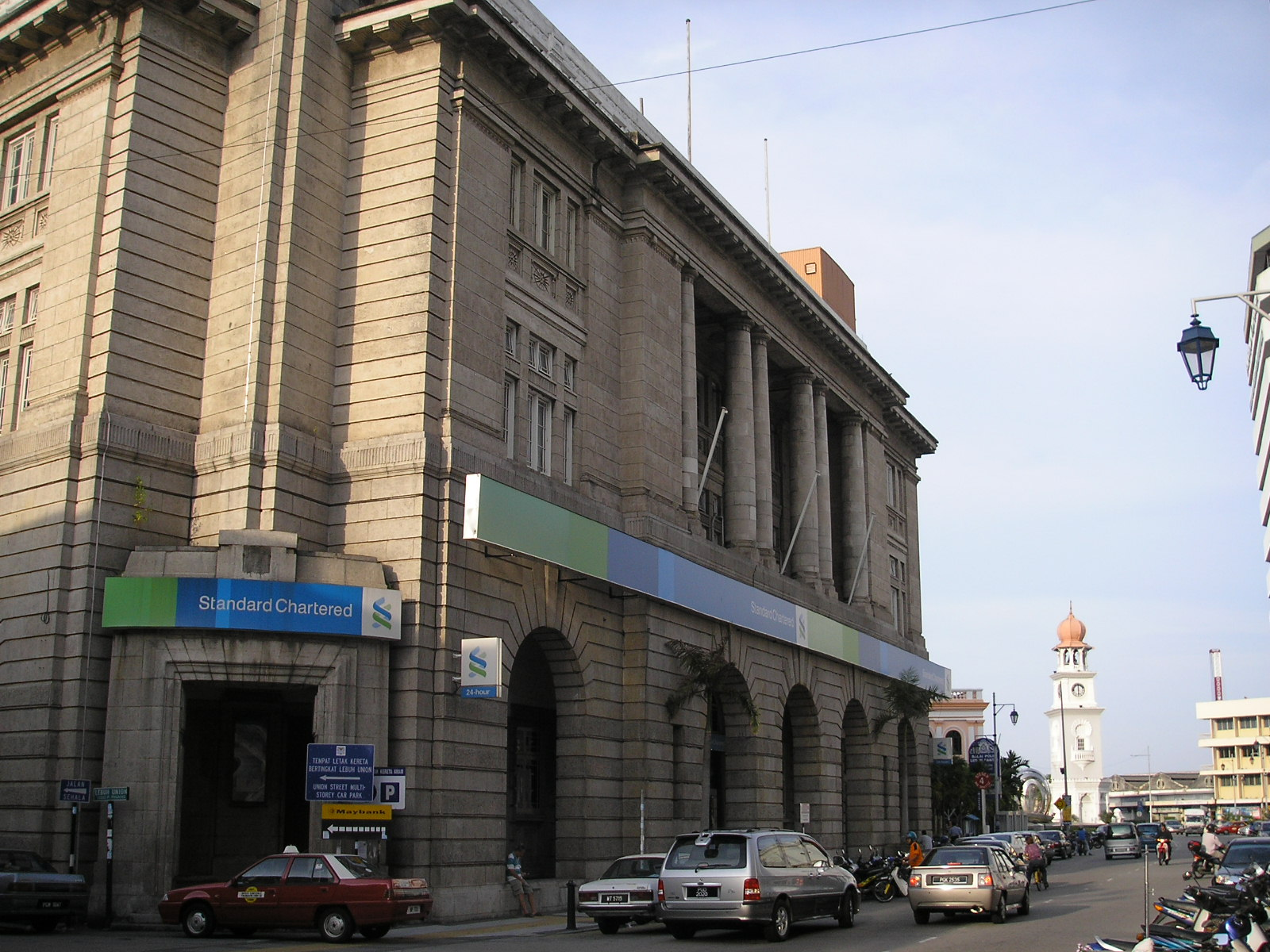
Tòa nhà Ngân hàng Standard Chartered ở George Town, Penang, Malaysia.

### Tiền thân

#### Ngân hàng Chartered
Ngân hàng Chartered bắt đầu khi Nữ vương Victoria cấp Hiến chương Hoàng gia cho James Wilson người Scots vào năm 1853. Chartered mở các chi nhánh đầu tiên tại Mumbai (Bombay ), Kolkata (Calcutta) và Thượng Hải vào năm 1858, tiếp theo là Hồng Kông và Singapore vào năm 1859. Ngân hàng bắt đầu phát hành tiền giấy đô la Hồng Kông vào năm 1862

#### Ngân hàng Standard
Standard Bank là một ngân hàng của Anh do John Paterson, một người Scotland, thành lập tại Cape Province của Nam Phi vào năm 1862. Standard nổi tiếng trong việc tài trợ cho sự phát triển của các mỏ kim cương ở Kimberley từ năm 1867 và sau đó mở rộng mạng lưới nhiều chi nhánh xa hơn về phía bắc đến thị trấn mới Johannesburg khi vàng được phát hiện ở đó vào năm 1885. Một nửa sản lượng của mỏ vàng lớn thứ hai trên thế giới đã đi qua Ngân hàng Standard trên đường đến Luân Đôn. Standard đã mở rộng ở Châu Phi trong những năm qua, nhưng từ năm 1883 đến năm 1962 chính thức được gọi là Ngân hàng Standard của Nam Phi. Năm 1962, ngân hàng đổi tên thành Standard Bank Limited, và hoạt động ở Nam Phi trở thành một công ty con riêng biệt lấy tên trước đây của ngân hàng mẹ,  Standard Bank of South Africa Ltd.